# カンテレドラマらぼ
『カンテレドラマらぼ』は、関西テレビで毎週金曜日未明（木曜深夜）の0時25分 - 1時25分に放送しているドラマ再放送枠である。2019年から2020年までは0時25分 - 0時55分、0時55分 - 1時25分、1時25分 - 1時55分にそれぞれ関西ローカルのテレビドラマやネット配信ドラマが不定期で放送されていた。

## 作品リスト

### 0時25分 - 0時55分枠
2019年
- ミナミの帝王ZERO（4月26日 - 6月28日、主演：小林豊（BOYS AND MEN）、原作：天王寺大）
- 『このミス』大賞ドラマシリーズ
  - 時空探偵おゆう 大江戸科学捜査（7月5日 - 8月23日、主演：佐久間由衣、原作：山本巧次）
  - 名もなき復讐者 ZEGEN（8月30日 - 10月18日、主演：阿部進之介、原作：登美丘丈）
  - 死亡フラグが立ちました!（10月25日 - 12月13日、主演：小関裕太、原作：七尾与史）

2020年
- 『このミス』大賞ドラマシリーズ
  - 連続殺人鬼カエル男（1月10日 - 2月28日、主演：工藤阿須加、原作：中山七里）
  - そして、ユリコは一人になった（3月6日 - 4月24日、主演：玉城ティナ、原作：貴戸湊太）

- 東京男子図鑑（5月1日 - 7月3日、主演：竹財輝之助、原作：東京カレンダー）
- 銀座黒猫物語（7月17日 - 9月18日、オムニバスドラマ）

### 0時55分 - 1時25分枠
不定期にテレビドラマを放送。
2019年
- 猪又進と8人の喪女〜私の初めてもらってください〜（10月25日 - 12月13日、主演：森田哲矢（さらば青春の光））

2020年
- エ・キ・ス・ト・ラ!!!（1月17日 - 3月20日、オムニバスドラマ）
- マイラブ・マイベイカー（7月17日 - 10月2日、主演：本仮屋ユイカ、原作：らくだ）

### 1時25分 - 1時55分枠
不定期にテレビドラマを放送。
2020年
- 地獄のガールフレンド（7月17日 - 9月18日、主演：加藤ローサ、原作：鳥飼茜）

### 0時25分 - 1時25分枠（再放送枠）
2021年
- 好きな人がいること（7月9日 - 9月17日、主演：桐谷美玲）
- 姉ちゃんの恋人（10月1日 - 12月3日、主演：有村架純）
- マルモのおきてスペシャル2014（12月10日、12月17日）

2022年
- お義父さんと呼ばせて（1月14日 - 3月11日）
- SP 警視庁警備部警護課第四係（3月18日 - 5月27日）
- ラスト♡シンデレラ（6月3日 - 8月12日）
- 探偵の探偵（10月14日 - 12月30日）

2023年
- 医龍-Team Medical Dragon-（1月6日 - 3月17日）
- ミス・パイロット（3月24日 - 6月2日）
- 青のSP―学校内警察・嶋田隆平―（7月7日 - 9月8日）